# Roue à rochet
Pour les articles homonymes, voir Rochet.

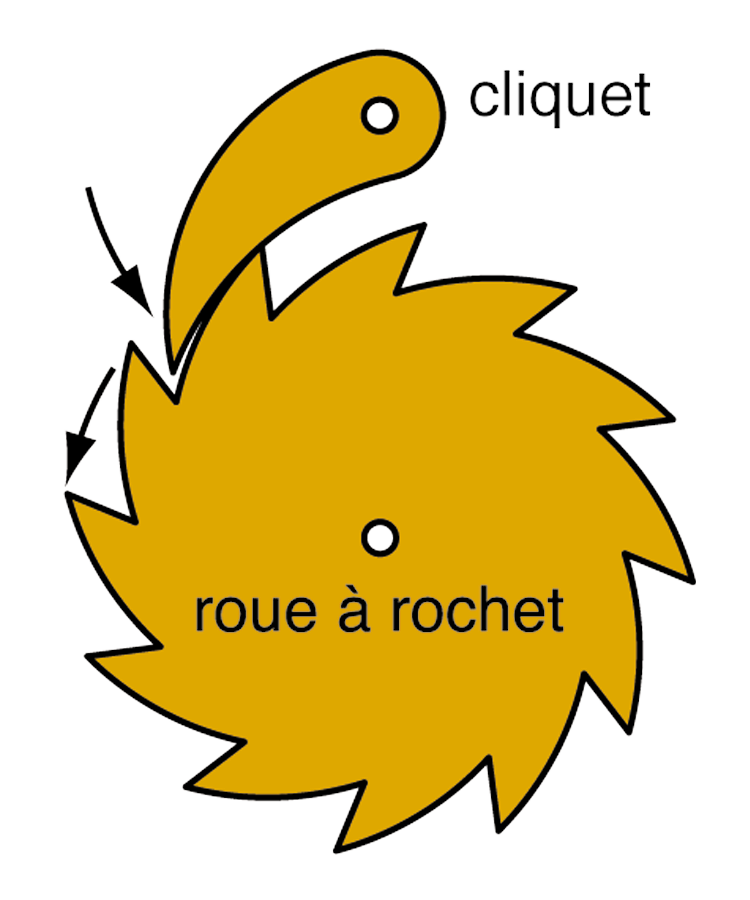

Une roue à rochet est un dispositif anti-retour forçant un mécanisme rotatif à tourner dans un seul sens. Cette roue est munie sur tout son pourtour d'encoches provoquant dans le sens voulu le soulèvement d'un cliquet pour lui laisser passage mais bloquée par lui dans l'autre sens.

## Pour en savoir plus
Richard P. Feynman, Robert B. Leighton et Matthew Sands (en), Le Cours de physique de Feynman [détail de l’édition], Mécanique 2, Dunod, 1988, 391 p.  (ISBN 2-10-004135-5) (BNF 37034205) contient un chapitre sur l'encliquetage à rochet comme mécanisme fondamental de l'irréversibilité en mécanique.